# Otó I del Sacre Imperi Romanogermànic
Otó I el Gran (Wallhausen, estat de Saxònia-Anhalt en l'actualitat, 23 de novembre del 912 - Memleben, 7 de maig del 973) va ser el fill gran d'Enric I l'Ocellaire i Matilde de Ringelheim. Va succeir el seu pare com a duc de Saxònia, rei d'Alemanya, rei d'Itàlia, i emperador del que seria conegut com el Sacre Imperi Romanogermànic.
Des que Carlemany havia estat coronat emperador l'any 800, el seu imperi s'havia anat dividint entre els seus descendents i el títol havia quedat vacant des de l'assassinat de Berenguer de Friül el 924. El 2 de febrer del 962 Otó va recuperar la dignitat imperial i, segons el cronista contemporani Arnulf de Milà, es convertí en «el primer alemany nomenat emperador d'Itàlia».

## Biografia

### Inici del regnat
Otó va succeir el seu pare com rei dels alemanys el 936. Disposà que la seva coronació fos a l'antiga capital de Carlemany, Aquisgrà, on va ser ungit per l'arquebisbe de Magúncia i primat de l'Església alemanya. D'aquesta manera va voler presentar-se com a successor de Carlemany, la nissaga del qual s'havia extingit el 911, i demostrar que tenia el suport l'Església alemanya, amb els seus poderosos bisbes i abats. Des del principi Otó va intentar aliar-se amb l'Església i utilitzar-la com l'única institució que unifiqués el territori alemany com un imperi teocràtic poderós. L'Església oferia riquesa, mà d'obra militar i el seu monopoli sobre alfabetització. Per la seva part l'emperador oferia protecció contra els nobles, la promesa de donacions, i una cancelleria que es desenvolupava com la via d'enfortir l'administració central.
Segons l'historiador saxó Widukind de Corvey, al seu banquet de coronació hi van assistir els altres quatre ducs de l'imperi: Francònia, Suàbia, Baviera i Lorena, actuant com els seus ajudants personals: Arnulf I de Baviera com a oficial (o mariscal), Herman I de Suàbia com a encarregat del vi (l'equivalent modern del sommelier) (llatí pincerna o buticularius), Eberard de Francònia com majordom, i Gilbert de Lorena com ajudant de cambra.
En 938, es descobreix una mina rica d'argent al Rammelsberg a Saxònia, amb una riquesa mineral que mantindria els fons per a les activitats d'Otó durant el seu regnat, i molt de l'argent, coure, i plom d'Europa els següents dos-cents propers anys.
Otó va pretendre establir una monarquia absoluta i va trobar l'oposició de la nolesa, i els inicis del regnat d'Otó van estar marcats per una sèrie de rebel·lions ducals. Després de la mort de Siegfried de Merseburg en 937, Thankmar, germà gran d'Otó va reclamar Merseburg, però Otó va nomenar Geró, germà de Siegfried. Durant aquesta disputa, Eberard de Francònia i Arnulf de Baviera es van revoltar contra Otto i Thankmar es va unir a ells. Més tard, Thankmar va ser assetjat a Eresburg. Va morir per una llança disparada des de la finestra de l'església de Sant Pere, mentre buscava refugi a dins. Eberard va ser deposat i substituït pel seu oncle Bertold. Eberard de Francònia es va aliar amb Gislebert de Lotaríngia, l'arquebisbe Frederic de Magúncia, i Enric, el germà petit d'Otó, en una nova insurrecció, que acabava el 939 amb la victòria d'Otó en la batalla d'Andernach en la qual morien Eberard i Gislebert, i Enric va poder fugir a la cort de Lluís IV de França, i Otó responia donant suport Hug el Gran en la seva campanya contra la corona francesa, però el 941 Otó i Enric es reconcilien a través dels esforços de la seva mare, i l'any següent Otó es retirava de França després que Lluís reconegués el seu protectorat sobre Lorena i Enric va rebre el ducat de Lotaríngia (Lorena). El resultat va ser el dret de successió sense restriccions del fill gran i la reorganització dels ducats. Saxònia i Francònia van romandre directament en mans del rei mentre els ducs de Baviera i Suàbia estaven vinculats a la dinastia per matrimoni.
Per evitar futures rebel·lions, Otó va intentar situar familiars propers al capdavant de tots els ducats importants del regne alemany. Va mantenir el ducat de Francònia, ara vacant, com a feu personal. El 944 atorgava el ducat de Lorena a Conrad el Roig, que més tard es casaria amb la seva filla Lietgarda. Mentrestant, disposava que el seu fill Liutdolf es casés amb Ida, la filla del Duc Herman de Suàbia, i heretés aquell ducat quan Herman va morir el 947. Un arranjament similar portava a Enric a convertir-se en duc de Baviera el 949.

### Campanyes a Itàlia i l'Europa oriental

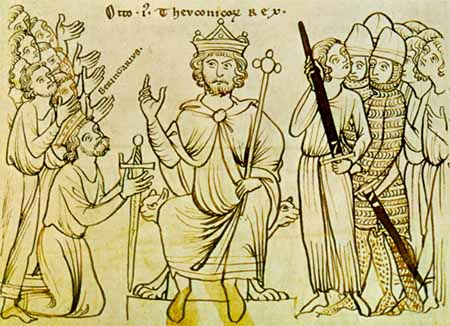
Otó I a la seva victòria sobre Berenguer d'Ivrea (Manuscriptum Mediolanense. c 1200)

Mentrestant, Itàlia havia caigut en un caos polític. A la mort (950), possiblement enverinat, de Lotari d'Arles, el tron italià va ser heretat per una dona, Adelaida d'Itàlia, respectivament filla, jove, i vídua dels tres últims reis d'Itàlia.
Un noble local, Berenguer d'Ivrea, es va autodeclarar rei d'Itàlia, va segrestar Adelaida, i va intentar de legitimar el seu regnat forçant Adelaida a casar-se amb el seu fill Adalbert. Adelaida es va poder escapar a Canossa i va demanar la intervenció alemana. Luitdolf i Enric van envair Itàlia independemnent per aprofitar-se de la situació, però el 951 Otó frustrà les ambicions del seu fill i el seu germà envaint Itàlia essent ell el que va obligar a Berenguer a jurar-li fidelitat. A més, com que Otó era vidu des del 946, es va casar amb Adelaida, esdevenint rei d'Itàlia.
Aquest matrimoni va provocar una altra rebel·lió quan Adelaida va tenir un fill, ja que Liutdolf va témer per la seva posició com l'hereu d'Otó, i el 953 es rebel·là en coalició amb Conrad el Roig i l'Arquebisbe de Magúncia. Tot i que Otó tingué un èxit inicial reafirmant la seva autoritat a Lorena, va ser capturat quan atacà Magúncia, i l'any següent la rebel·lió s'havia estès per tot el regne. No obstant això, Conrad i Luitdolf es van equivocar aliant-se amb els magiars. Les extenses ràtzies magiars al sud d'Alemanya el 954 va fer que els nobles alemanys s'unissin a unir-se i mitjançant el Règim d'Auerstadt, Conrad i Luitdolf eren desposseïts dels seus títols i l'autoritat d'Otó es restablia. El 955 Otó va consolidar seva autoritat vencent les forces magiars en la batalla de Lechfeld.

### El sistema Otonià
Una part clau de la política nacional d'Otó era reforçar les autoritats eclesiàstiques, principalment bisbes i abats, a costa de la secular noblesa que amenaçava amb el seu propi poder. Per controlar les forces que l'Església representava, Otó havia recurregut a tres institucions de les quals feia un ús consistent. Una era la investidura reial dels bisbes i abats amb els símbols dels seus oficis, en sentit espiritual, perquè Otó era el Rei ungit dels alemanys, com en sentit temporal, ja que Otó s'assegurava als seus bisbes i abats com els seus vassalls mitjançant una cerimònia de distinció. "Sota aquestes condicions l'elecció clerical es convertia en una mera formalitat a l'Imperi Otonià, i el rei omplia les files de l'episcopat amb els seus propis parents i amb els seus administratius lleials de la cancelleria, que també eren nomenats per a encapçalar els grans monestirs" (Cantor, 1994 p213).
La segona institució es va establir de forma més segura als territoris otonians, es tractava de la propietat de les esglésies. En el dret alemany, qualsevol estructura construïda en terra propietat d'un senyor pertanyia a aquell senyor, llevat que una carta hagués alliberat, molt específicament, aquells drets. Otó i la seva cancelleria reclamaven insistentment els drets de propietat sobre moltes esglésies i abadies.
El tercer instrument de poder Otonià era el sistema de l'advocatus (advocat). L'advocatus era un dirigent secular de propietats eclesiàstiques, que tenia dret a una certa porció dels productes agrícoles i a uns altres ingressos i era responsable de la seguretat i el bon ordre. Efectuaven les funcions similars als bailli dels francs occidentals i mantenien la seva posició només per la voluntat continuada de l'emperador al que servien.
Otó dotà els bisbats i abadies amb grans extensions de terra, en les quals les autoritats seculars no tenien ni poder de jurisdicció ni d'impostos. En un exemple extrem, quan Conrad el Vermell va ser desposseït del seu títol ducal a Lorena, Otó assignà al seu germà Brunó, Arquebisbe de Colònia, nou duc de Lorena. A les terres que Otó conqueria als Wends i a altres pobles eslaus, fundava nous bisbats a les seves fronteres orientals.
Atès que Otó personalment assignava els bisbes i abats, aquestes reformes reforçaven la seva autoritat central, i les posicions superiors de l'església alemanya funcionaven al respecte com a braç de la burocràcia imperial. La conflictivitat d'aquests bisbats poderosos amb els successors d'Otó i el creixement del poder Papal durant la Reforma Gregoriana, portarà durant el segle xi a la Querella de les Investidures i a la desaparició de l'autoritat central a Alemanya.

#### ElRenaixement Otonià
Un limitat renaixement de les arts i l'arquitectura va dependre del patronatge de la cort d'Otó i els seus successors. El Renaixement Otonià era evident en algunes escoles de catedrals, com la de Brunó de Colònia, i en la producció de manuscrits il·lustrats, la forma d'art essencial de l'època, amb un grup de scriptoria d'elit com ara Quedlinburg, fundada per Otó en 936. Les abadies Imperials i la cort imperial es convertien en els centres de vida religiosa i espiritual, guiades per l'exemple de dones de la família reial. Otó estava escandalitzat per l'estat de la litúrgia a Roma, i va encarregar el primer Llibre Pontifical, un llibre litúrgic que contenia tant oracions com instruccions litúrgiques. La "Compilació Pontifical Romanogermànica", com la varen anomenar, va ser supervisada per l'Arquebisbe Wilhelm de Magúncia.

### Títol Imperial
Al voltant de 960, Itàlia era una altra vegada en una confusió política, i quan Berenguer ocupà els Estats Papals del nord, el Papa Joan XII demanà ajut a Otó. Otó va tornar a Itàlia i el 2 de febrer de 962, el papa el coronava emperador (Translatio Imperii.) Deu dies més tard, el papa i l'emperador ratificaven el Diploma Ottonianum, pel qual l'emperador es convertia en l'avalador de la independència dels estats papals. Aquest era el primer poder eficaç garantit des de l'Imperi Carolingi.
Després que Otó marxés de Roma i reconquerís els Estats Papals a Berenguer, Joan es va inquietar del poder de l'emperador i envià enviats als magiars i a l'Imperi Romà d'Orient per formar una lliga contra Otó. El novembre de 963, Otó tornava a Roma i convocava un sínode de bisbes per deposar Joan XII i coronar a Lleó VIII, un seglar, com papa. Quan l'emperador marxava de Roma, s'inicià una guerra civil a la ciutat entre els que donaven suport a l'emperador i els que donaven suport a Joan.
Joan retornà al poder enmig de lluites encarnissades i excomunicà els que l'havien deposat, forçant a Otó a retornar a Roma una tercera vegada el juliol de 964 i deposar Papa Benet V (Ja que Joan havia mort dos mesos abans). En aquesta ocasió, Otó obtenia dels ciutadans de Roma la promesa de no escollir un papa sense aprovació imperial.

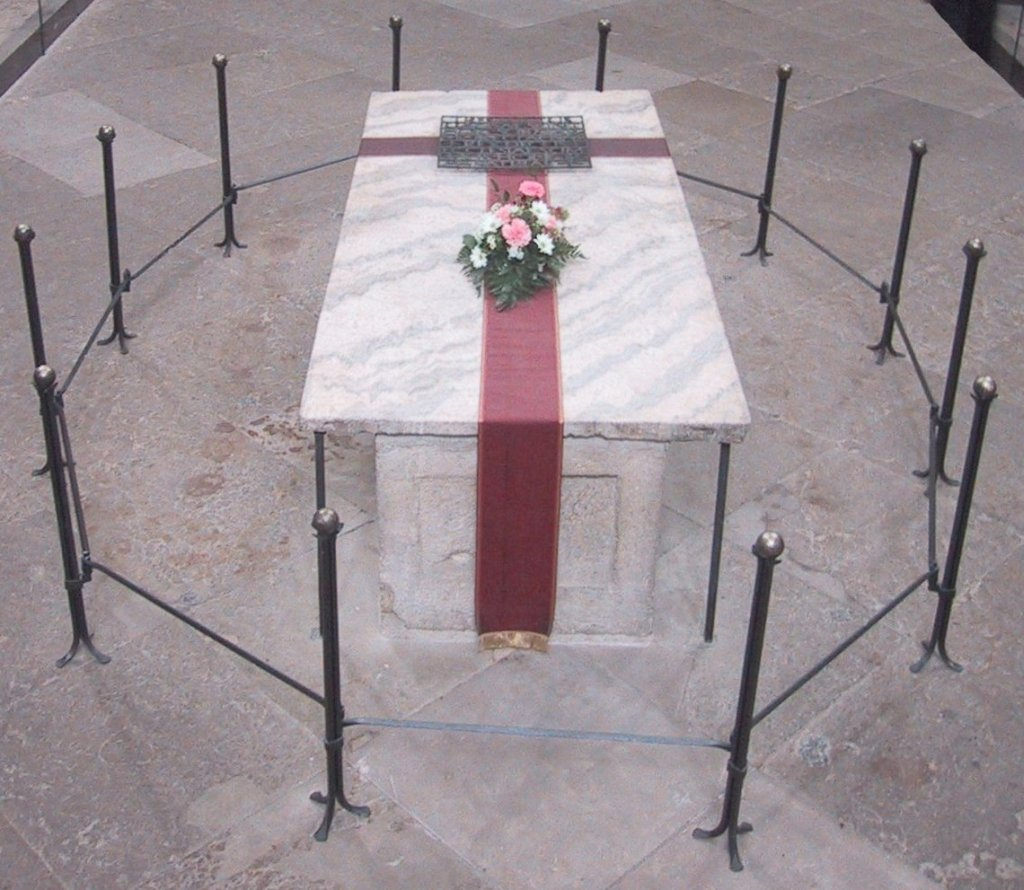
Tomba d'Otó I a Magdeburg

Otó en va fer campanyes infructuoses al sud d'Itàlia en diverses ocasions entre 966-972. En 967, donava el ducat de Spoleto a Pandulf Ironhead, príncep de Benevent i Càpua, un aliat poderós en el Mezzogiorno. L'any (968) Otó deixà el setge de Bari a càrrec de Pandulf, però el duc aliat era capturat en la batalla de Bovino pels romans d'Orient. El 972 l'emperador romà d'Orient Joan I Tsimiscés reconeix el títol imperial d'Otó i acceptà un matrimoni entre el fill d'Otó i hereu de la corona, Otó II, i la seva neboda Teòfano Esclerena. Pandulf va ser alliberat del seu captiveri.
Després de la seva mort el 973 va ser enterrat prop de la seva primera muller Edith de Wessex en el Catedral de Magdeburg.

## Successió
A la seva mort l'imperi passà al seu fill Otó II. La seva filla Luitgard s'havia casat amb el duc sàlic Conrad el Roig de Lorena, i el besnet de la parella, Conrad II serà el 1024 el successor al tron alemany d'Enric II, produint-se el relleu de la dinastia Otoniana per la dinastia Sàlica.

## Família

### Avantpassats
|  |                                 |  |  |  |  |  |  |  |  |  |  |  |  |  |  |  |
|  | 8. Duc Liudolf de Saxònia       |  |  |  |  |  |  |  |  |  |  |  |  |  |  |  |
|  |                                 |  |  |  |  |  |  |  |  |  |  |  |  |  |  |  |
|  |                                 |  |  |  |  |  |  |  |  |  |  |  |  |  |  |  |
|  | 4. Duc Otó I de Saxònia         |  |  |  |  |  |  |  |  |  |  |  |  |  |  |  |
|  |                                 |  |  |  |  |  |  |  |  |  |  |  |  |  |  |  |
|  |                                 |  |  |  |  |  |  |  |  |  |  |  |  |  |  |  |
|  | 2. Enric I d'Alemanya           |  |  |  |  |  |  |  |  |  |  |  |  |  |  |  |
|  |                                 |  |  |  |  |  |  |  |  |  |  |  |  |  |  |  |
|  |                                 |  |  |  |  |  |  |  |  |  |  |  |  |  |  |  |
|  | 10. Enric de Francònia          |  |  |  |  |  |  |  |  |  |  |  |  |  |  |  |
|  |                                 |  |  |  |  |  |  |  |  |  |  |  |  |  |  |  |
|  |                                 |  |  |  |  |  |  |  |  |  |  |  |  |  |  |  |
|  | 5. Hedwiga de Francònia         |  |  |  |  |  |  |  |  |  |  |  |  |  |  |  |
|  |                                 |  |  |  |  |  |  |  |  |  |  |  |  |  |  |  |
|  |                                 |  |  |  |  |  |  |  |  |  |  |  |  |  |  |  |
|  | 1. Otó I el Gran                |  |  |  |  |  |  |  |  |  |  |  |  |  |  |  |
|  |                                 |  |  |  |  |  |  |  |  |  |  |  |  |  |  |  |
|  |                                 |  |  |  |  |  |  |  |  |  |  |  |  |  |  |  |
|  | 6. Comte Teodoric de Ringelheim |  |  |  |  |  |  |  |  |  |  |  |  |  |  |  |
|  |                                 |  |  |  |  |  |  |  |  |  |  |  |  |  |  |  |
|  |                                 |  |  |  |  |  |  |  |  |  |  |  |  |  |  |  |
|  | 3. Matilde de Ringelheim        |  |  |  |  |  |  |  |  |  |  |  |  |  |  |  |
|  |                                 |  |  |  |  |  |  |  |  |  |  |  |  |  |  |  |
|  |                                 |  |  |  |  |  |  |  |  |  |  |  |  |  |  |  |
|  | 7. Ludmilla Ranghildis          |  |  |  |  |  |  |  |  |  |  |  |  |  |  |  |
|  |                                 |  |  |  |  |  |  |  |  |  |  |  |  |  |  |  |
|  |                                 |  |  |  |  |  |  |  |  |  |  |  |  |  |  |  |

### Núpcies i descendents

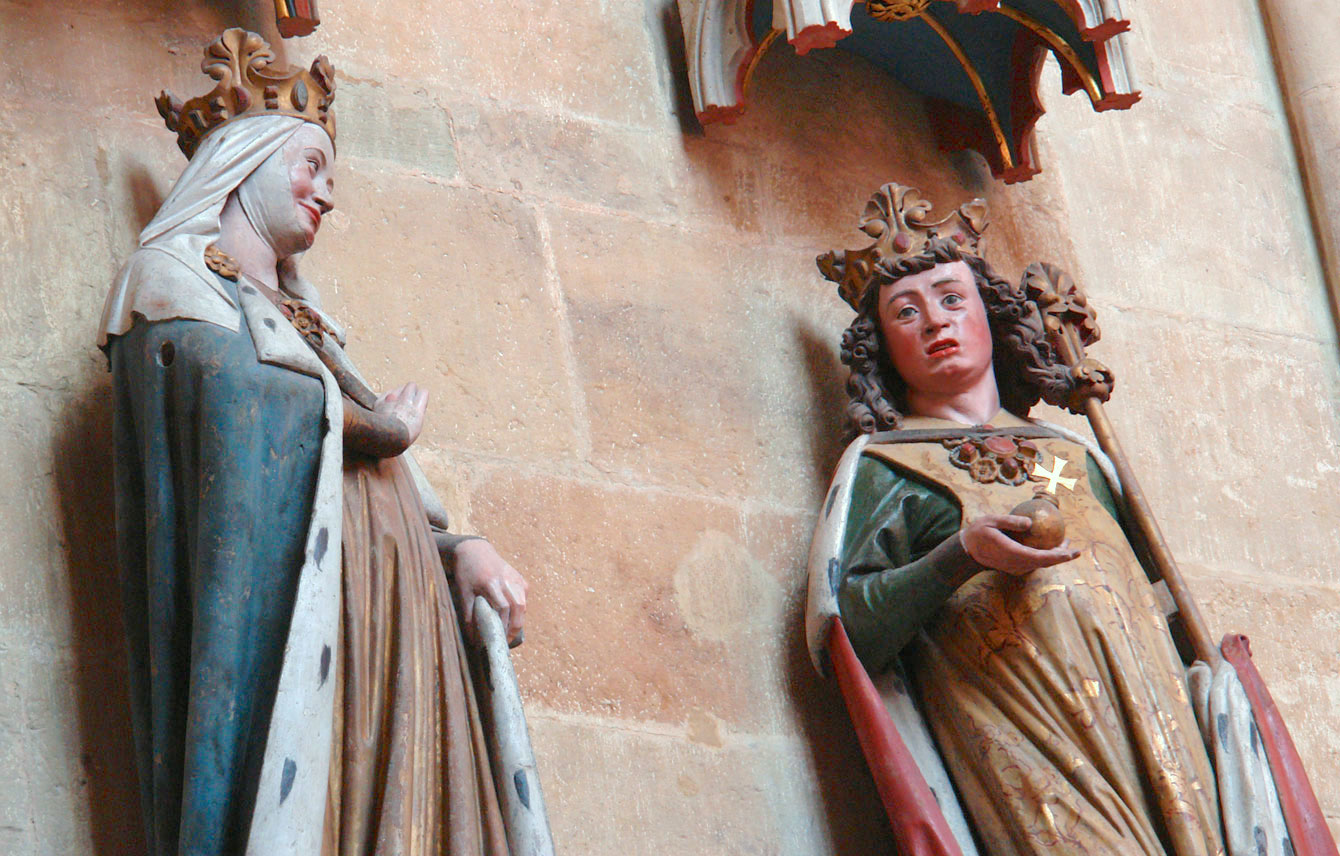
Estàtues d'Otó i Adelaida a la catedral de Meissen

La primera esposa d'Otó, d'origen eslau, és de nom desconegut. Tingueren un fill:
- Guillem (v. 929-968), arquebisbe de Magúncia.

En segones núpcies Otó es casà amb Edith de Wessex, filla del rei Eduard el Vell. Tingueren dos fills:
- Liudolf (930-957), duc de Suàbia.
- Liutgarda (931-953), esposa del duc Conrad el Roig.

La tercera esposa d'Otó fou santa Adelaida de Borgonya, filla de Rodolf II de Borgonya i vídua de Lotari II d'Itàlia.
- Enric (mort infant)
- Bruno (mort infant)
- Matilde (v. 955-999), abadessa de Quedlinburg.
- Otó (955-983), successor d'Otó I al Sacre Imperi.